# Słobódka Muszkatowiecka
Słobódka Muszkatowiecka (ukr. Слобідка-Мушкатівська) – wieś na Ukrainie w rejonie czortkowskim należącym do obwodu tarnopolskiego. 
W II Rzeczypospolitej wieś w powiecie borszczowskim województwa tarnopolskiego. 
17 kwietnia 1944 członkowie OUN-UPA zamordowali tutaj 35 Polaków.
Miejsce zbrodni nacjonalistów ukraińskich, będące przedmiotem śledztwa IPN, obejmuje też zbrodnię w pobliskich Łanowcach.
Do 2020 w rejonie borszczowskim.